# Weinern (Herrschaft)
Die Herrschaft Weinern war eine Grundherrschaft im Viertel ober dem Manhartsberg im Erzherzogtum Österreich unter der Enns, dem heutigen Niederösterreich.

## Ausdehnung
Die Herrschaft umfasste zuletzt die Ortsobrigkeit über Weinern, Mostbach, Kogendorf, Speisendorf, Obergrünbach, Sieghartsleß, Wienings, Waldreichs. Der Sitz der Verwaltung befand sich im Schloss Weinern.

## Geschichte
Der letzte Inhaber der Familienfideikommissherrschaft war Karl Alfred Herzog von Beaufort-Spontin (1816–1888), bis die Herrschaft mit den Reformen 1848/1849 aufgelöst wurde.